# Didymodon pallidobasis
Didymodon pallidobasis är en bladmossart som beskrevs av Li Xing-jiang, Iwatsuki in Li Xing-jiang, Crosby och Si He 2001. Didymodon pallidobasis ingår i släktet lansmossor, och familjen Pottiaceae. Inga underarter finns listade i Catalogue of Life.